# 잭 더슨
잭 도드슨(Jack Dodson, 영어 발음: /ˈdɒdsən/, 1931년 5월 16일 ~ 1994년 9월 16일)은 미국의 배우이다.
피츠버그에서 태어났으며 로스앤젤레스에서 사망하였다.

## 영화
- 사랑의 배반 (1991년)
- 클린트이스트우드의 대도적 (1974년)
- 관계의 종말 (1973년)
- 겟어웨이 (1972년)